# Soffbord

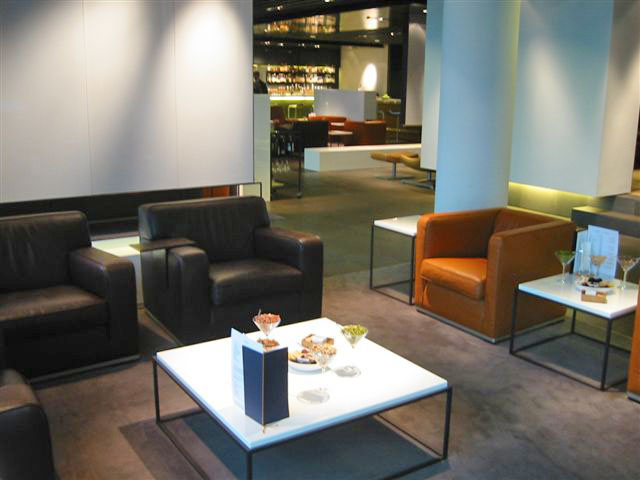
Soffbord i en lounge på en flygplats.

Ett soffbord är ett lågt bord, vanligen placerat framför en soffa, en fåtölj eller någon annan låg, bekväm sittmöbel i ett vardagsrum.
Soffbordet är vanligen så lågt att den som sitter i soffan eller fåtöljen inte kan sitta med knäna under soffbordet. Soffbordets fungerar därför mest som avställningsyta för mat och dryck, böcker, tidskrifter och fjärrkontrollen till TV-apparaten. Ett soffbord kan även vara försett med prydnader, exempelvis en duk, ett par ljusstakar, en krukväxt eller en vas med blommor.
En kista eller en annan möbel med förvaringsutrymme eller lådor kan också fylla soffbordets funktion.